# Клонасли
Клонасли (англ. Clonaslee; ирл. Cluain na Slí, «далёкий луг») — деревня в Ирландии, находится в графстве Лиишь (провинция Ленстер).

## Демография
Население — 501 человек (по переписи 2006 года). В 2002 году население составляло 538 человек.
Данные переписи 2006 года:
| Общие демографические показатели |               |                               |                               |      |      |
| Всё население                    | Всё население | Изменения населения 2002—2006 | Изменения населения 2002—2006 | 2006 | 2006 |
| 2002                             | 2006          | чел.                          | %                             | муж. | жен. |
| 538                              | 501           | −37                           | −6,9                          | 259  | 242  |